# Nieuw Amsterdam vasútállomás
Nieuw Amsterdam vasútállomás vasútállomás Hollandiában, Emmen városában.

## Vasútvonalak
Az állomást az alábbi vasútvonalak érintik:
- Zwolle–Stadskanaal-vasútvonal

## Kapcsolódó állomások
A vasútállomáshoz az alábbi állomások vannak a legközelebb:
- Emmen Zuid vasútállomás
- Dalen vasútállomás